# Abbaye de Sedlec
L'abbaye de Sedlec est fondée en 1142, ce qui en fait la plus ancienne fondation cistercienne dans le royaume de Bohême. Abbaye-fille de Waldsassen, donc de la filiation de Morimond, Sedlec est une abbaye relativement prospère, qui fonde à son tour plusieurs abbayes-filles, Zbraslav, Skalice et Brno.
Incendié lors des guerres hussites, le monastère est abandonné durant plus de trente ans, puis végète pendant plus de deux siècles. Au début du XVIIIe siècle, l'abbatiale, actuelle église de l'Assomption de Sedlec, est entièrement rebâtie et les bâtiments conventuels sont reconstruits, sous la direction de l'architecte Pavel Ignác Bayer (cs). Elle est achevée par Jan Blažej Santini-Aichel. Les fresques baroques du réfectoire sont l'œuvre de Juda Tadeáš Super (cs).
Les bâtiments sont abandonnés à la fin du XVIIIe siècle. En 1812, une manufacture de tabac s'installe dans les lieux et continue d'occuper une partie des bâtiments.
À la fin du XXe siècle, l'abbaye est déclarée Monument culturel et, en 1995, elle fait partie du périmètre du secteur inscrit au Patrimoine mondial par l'UNESCO.

## Histoire

### Fondation
L'abbaye de Sedlec est la première fondée sur le territoire de la Bohême, puisque sa fondation remonte à 1142. Le premier donateur est un noble nommé Miloslav.

### Prospérité au Moyen Âge

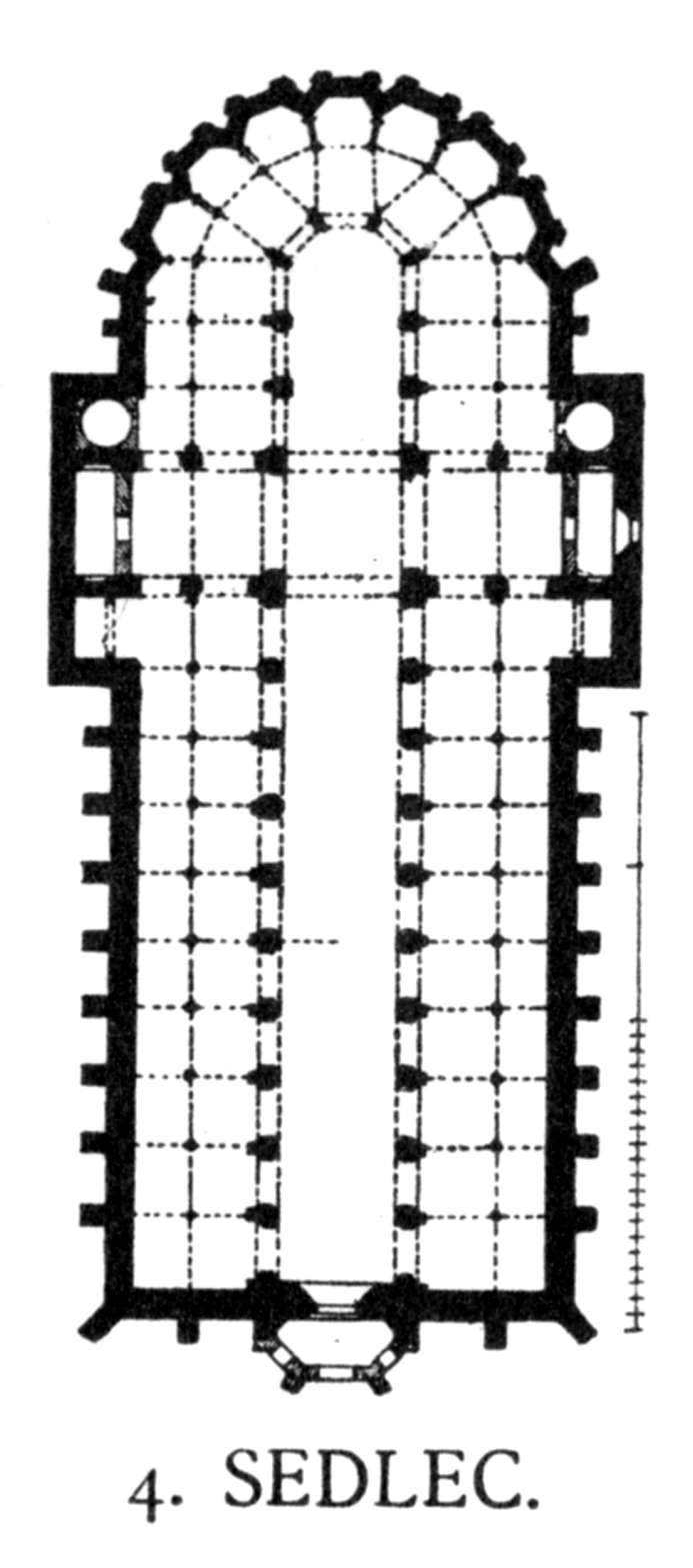
Le plan de l'église abbatiale d'Heidenreich (1280-1320).

Les débuts de l'abbaye, malgré des donations importantes, sont assez modestes. La région est frappée à la fin du XIIIe siècle par la famine et la misère s'installe à l'abbaye. Mais, en 1282, les mines d'argent de Kutná Hora sont découvertes et leur exploitation commence ; or, une partie de ces mines est située dans les possessions de l'abbaye. L'abbé Heidenreich met en place une organisation efficace, devient le créancier de plusieurs princes, et le conseiller de Vaclav II. Il met aussi en place un système de taxes sur les maisons, les bains et les moulins de la ville Dès 1300, Sedlec est une des abbayes les plus riches de Bohême,.
Après la mort de Venceslas III, qui éteint la dynastie des Přemyslides, Heidenreich, soutenu par Konrad abbé de Zbraslav, appuie la candidature de la Maison de Luxembourg au trône de Bohême puis négocie avec l'empereur Henri VII le mariage d'Eliška Přemyslovna avec Jean de Luxembourg, et frappe monnaie pour lui,.
La construction de l'abbatiale (1280-1320) ayant excité la jalousie des bourgeois de Kutná Hora, ceux-ci cherchent à rivaliser avec les moines en construisant l'église Sainte-Barbe, qui prend le contre-pied de la sobriété cistercienne, en multipliant les ornements, les vitraux et les statues.
Outre le renforcement de l'abbaye elle-même, Heidenreich favorise l'essaimage, avec la fondation de plusieurs abbayes-filles : Zbraslav, Skalice et Brno.

### Crises, guerres et destructions

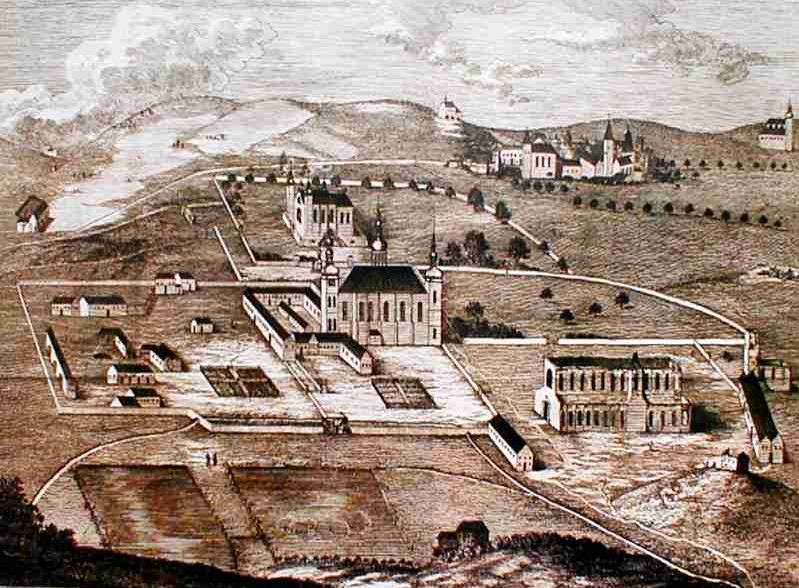
Le monastère à la fin du Moyen Âge. L'abbatiale de Heidenreich, en très mauvais état, est placée sur la droite.

Mais les dépenses somptuaires en objets de culte coûteux, la reconstruction à grands frais de l'abbaye et les nombreux prêts au trône de Bohême finissent pas épuiser les finances de la communauté, qui s'effondrent après l'abbatiat d'Heidenreich, entraînant une crise durable qui ne prend fin que sous le règne de Charles IV, soit plus d'un demi-siècle après. Même après son redressement, en 1409, Sedlec encourt toujours une dette énorme. Toutefois, à cette date, elle dispose d'une base économique solide, avec des possessions comprenant cinquante villages, deux petites villes, Malín (cs) et Malešov, ainsi que plus de vingt granges,.
En 1421, durant les guerres hussites, l'abbaye de Sedlec est mise à sac et détruite. De nombreux moines sont tués, quelques-uns arrivent à prendre la fuite. En 1454, après trente-trois ans d'absence, une petite communauté monastique se reforme à Sedlec ; mais, trop faible pour être indépendante, elle dépend alors de l'abbaye de Skalice,.

### Renouveau et fermeture auXVIIIesiècle

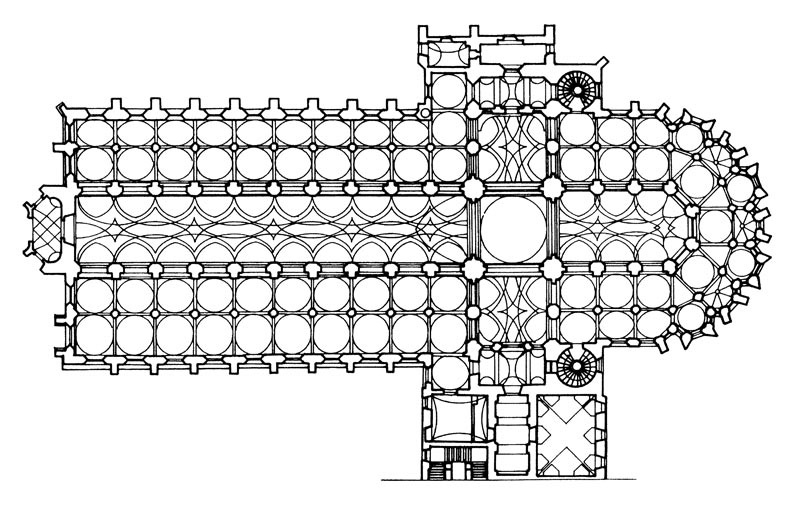
Le plan de l'église du XVIIIe siècle.

Ce n’est qu'en 1700 que l'abbaye de Sedlec redevient autonome ; à cette époque, Sedlec est une centre intellectuel important en Bohême. L'église abbatiale est alors reconstruite sur les plans de Jan Blažej Santini-Aichel, qui y réalise un des exemples du style baroque gothique en la dotant en particulier de voûtes à nervures entrelacées,.

## Architecture

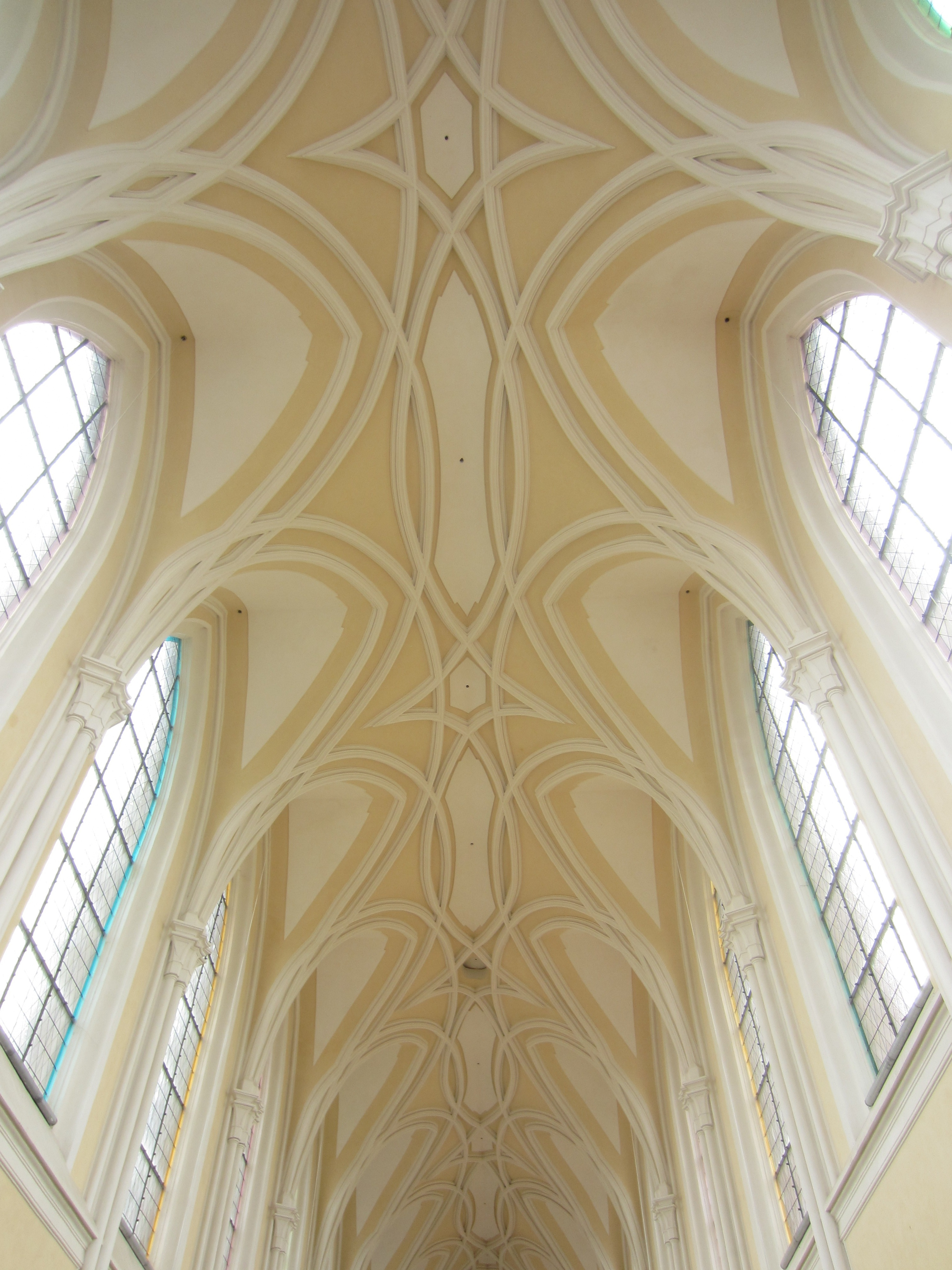
Les voûtes gothique à nervures entrelacées conçues par Jan Blažej Santini-Aichel.

### Ancienne église abbatiale gothique
L'église abbatiale, reconstruite sous l'abbatiat d'Heidenreich, est la première église gothique de Bohême ; elle s'inspire explicitement des cathédrales d'Île-de-France, avec ses quatre nefs (une nef centrale, deux bas-côtés au nord, mais un seul au sud pour laisser de l'espace au cloître). Pour autant, elle s'inscrit dans la tradition bernardine d'un art cistercien très dépouillé, exempt de représentations que ce soit dans les vitraux (non figuratifs, voire absents des verrières) ou l'absence de statues,.
Les études archéologiques récentes ont montré les étapes de la construction de cette première abbatiale. Suivant la méthode employée dans les chantiers comparables en France, ce sont le chœur et le transept qui ont été bâtis en premiers, puis la nef en allant vers la façade. La particularité de Sedlec est la construction de la nef centrale et de ses deux bas-côtés, puis l'adjonction postérieure du bas-côté septentrional. Ce bas-côté avait une toiture comportant une pente beaucoup plus forte que celle de l'église baroque.
Le chœur revêt chez les cisterciens une importance toute particulière, et le traitement architectural choisi à Sedlec le met en valeur, en plaçant les chapelles latérales du déambulatoire en retrait, et en perçant les murs de celles-ci de vastes et lumineuses verrières afin d'éclairer l'espace central. Vues de l'extérieur, ces chapelles ne forment pas des ajouts à un corps de bâtiment principal, mais y sont intégrées par une unification de la charpente et de la toiture, qui couvre d'un seul tenant, sans rupture, mais avec une pente forte, l'ensemble du plan.
Une des particularités de l'abbatiale gothique de Sedlec par rapport à ses modèle de Royaumont et surtout d'Altenberg est l'absence totale d'arcs-boutants, où, de même quà Doberan (de) et dans un souci de dépouillement architectural, les cisterciens ont caché le report de poids et donc de forces à l'intérieur de la toiture pour pouvoir se passer de supports extérieurs visibles, ce qui montre de la part du maître d'œuvre du système d'ogives et de voûtes une excellente connaissance des principes constructifs.
L'inspiration architecturale de cette première église était à chercher dans les grandes abbatiales cisterciennes édifiées après la mort de Bernard de Clairvaux, qui était très opposé à ce luxe qu'il jugeait ostentatoire. On trouve des plans très proche de celui de Sedlec dans l'abbatiale de Clairvaux II, à Longpont et surtout à Royaumont, plan qui a servi également de modèle à Altenberg près de Cologne, ces deux dernières étant toutefois plus vastes que Sedlec.

### Église abbatiale actuelle gothico-baroque
L'abbatiale du XVIIIe siècle est une église à cinq nefs (avec deux bas-côtés de part et d'autre de la nef principale), qui respecte le plan initial ainsi qu'un certaine sobriété propre aux cisterciens, notamment dans le traitement des verrières, mais qui se distingue par une voûte spectaculaire à nervures entrecroisées, ainsi que par un déambulatoire entourant le chœur,. Les nefs de l'église comptent neuf travées, la dixième étant déjà considérée comme faisant partie du transept gauche, qui est plus large que le droit, ce dernier ayant été amputé.
Cette église reprend de nombreux éléments de l'église initiale, notamment structurels. Les erchreches archéologiques récentes n'ont pas encore premis de déterminer jusqu'à quel niveau les structures initiales ont été ré-employées dans l'édifice gothico-baroque de Jan Blažej Santini-Aichel.
Une des particularités de l'église actuelle est d'avoir conservé quatre petits escaliers en colimaçon qui servaient durant le chantier aux ouvriers pour accéder aux étages supérieurs ou monter du petit matériel non pris en charge par les grues. Ces escaliers ont été construits avant les structures qui les englobent, et laissés en place après la construction.